# Anisodes sordida
Anisodes sordida là một loài bướm đêm trong họ Geometridae.